# Foca (sous-marin, 1908)
Pour les articles homonymes, voir Foca et Foca (sous-marin).
Le Foca est un sous-marin, exemplaire unique de sa classe, en service dans la Regia Marina, lancé en 1908 et ayant servi pendant la Première Guerre mondiale.

## Généralités
Réélaboration du projet "Glauco" par le même concepteur, l'ingénieur Cesare Laurenti, qui, après avoir quitté les rangs de la Regia Marina, a pris la direction de la conception du chantier naval FIAT-San Giorgio del Muggiano.
Certaines solutions, innovantes pour l'époque, se sont avérées valables comme par exemple la propulsion, où les moteurs externes pouvaient entraîner les dynamos ou l'hélice alors que le moteur central était uniquement relié à l'hélice, ou les pompes de compensation et les compresseurs reliés aux arbres d'hélice pour gagner du poids.
Le projet s'est avéré très intéressant, et un navire-jumeau (sister ship) du Foca a été commandé par la marine royale suédoise (le HMS Hvalen) qui a confirmé sa fiabilité en effectuant sans assistance la totalité du trajet de l'Italie à la Suède, tandis qu'un autre sous-marin plus petit (le HMS Dykkeren) équipé uniquement d'une propulsion électrique a été commandé par la marine danoise.
Ces nouvelles réalisations ont fait connaître le nom de Laurenti comme concepteur et l'usine FIAT-San Giorgio del Muggiano comme l'un des plus importants chantiers navals au monde pour la construction de sous-marins de type "Laurenti".
Après un accident dans le port de Naples, où l'explosion des batteries a obligé à inonder le sous-marin pour éteindre l'incendie, le Foca est retourné à La Spezia où il a subi d'importants travaux qui ont permis, entre autres, d'éliminer la ligne médiane.

## Caractéristiques
Le Foca déplaçait 185 tonnes en surface et 280 tonnes en immersion. Le sous-marin mesurait 42,5 mètres de long, avait une largeur de 4,3 mètres et un tirant d'eau de 2,58 mètres. Il avait une profondeur de plongée opérationnelle de 35 mètres. Leur équipage comptait 2 officiers et 15 sous-officiers et marins.
Pour la navigation de surface, le sous-marin était propulsé par quatre moteurs essence FIAT de 150 chevaux-vapeur (cv) (110 kW) chacun entraînant trois arbres d'hélices (plus tard, en 1909, 2 hélices) . En immersion, chaque hélice était entraînée par un moteur électrique Siemens de 80 chevaux-vapeur (59 kW). Il pouvait atteindre 12,8 nœuds (23,7 km/h) en surface et 6,5 nœuds (12 km/h) sous l'eau. En surface, le Foca avait une autonomie de 350 milles nautiques (650 km) à 10 noeuds (18,5 km/h); en immersion, il avait une autonomie de 45 milles nautiques (83 km) à 4 noeuds (7,4 km/h).
Le sous-marin était armé de 2 tubes lance-torpilles à l'avant de 45 centimètres, pour lesquels il transportait un total de 4 torpilles.

## Construction et mise en service
Le Foca est construit par le chantier naval de FIAT-San Giorgio de Muggiano à La Spezia en Italie, et mis sur cale en avril 1907. Il est lancé le 8 septembre 1908 et est achevé et mis en service le 15 février 1909. Il est commissionné le même jour dans la Regia Marina.

## Historique
Une fois opérationnel, le Foca est affecté à la base de Venise.
Le 26 avril 1909, pendant le voyage de transfert de La Spezia à Venise, le Foca, qui se trouve à Naples pour se ravitailler en carburant, subit une explosion de gaz produite par les accumulateurs en cours de chargement. La détonation enflamme l'essence et le sous-marin est envahi par les flammes: pour éviter des dommages irréparables, il a fallu couler le sous-marin comme manœuvre extrême pour éteindre le feu.
Dans l'incendie, 14 hommes ont péri, soit presque tout l'équipage du sous-marin. Le commandant en second, le lieutenant de vaisseau (tenente di vascello) Angelo Bertolotto, a subi de très graves brûlures en tentant de combattre les flammes: il est mort le lendemain à l'hôpital de la Regia Marina à Naples, et son souvenir a été récompensé par la médaille d'or de la valeur militaire.
Quelques jours après la catastrophe, l'épave du Foca est ramenée à la surface et remorquée à La Spezia; elle passe un an dans le chantier naval pour des réparations et aussi plusieurs modifications, dont la suppression de l'hélice centrale et de son moteur.
Début juin 1910, le sous-marin appareille de La Spezia à destination de Naples, mais en entrant dans ce port, il entre en collision avec une autre unité, signalant diverses avaries qui sont au mieux réparées.
Déjà pendant la navigation de La Spezia à Naples, l'équipage montrait de graves signes de maladie, mais une fois arrivé à Venise, il faut en hospitaliser les trois quarts: les hommes ont été intoxiqués par le gaz qui s'échappe des moteurs à essence.
Le Foca rejoint ensuite le IVe Escadron de sous-marins basé à Venise, où il est employé à l'entrainement et la formation d'équipages,.
Lorsque l'Italie entre dans la Première Guerre mondiale, le sous-marin, toujours en service dans le IVe Escadron, est basé à Brindisi, sous le commandement du lieutenant de vaisseau Alhaique.
Le lieutenant de vaisseau Piero Ponzio prend ensuite le commandement du sous-marin, sous le commandement duquel le Foca opère pendant le conflit des tâches essentiellement défensives, se trouvant en embuscade dans les eaux côtières.
En 1916, le sous-marin change de base pour s'installer à Tarente; le nouveau commandant de l'unité est le lieutenant de vaisseau Luigi Nayrone.
Le Foca est ensuite transféré à La Spezia, où il fonctionne pour l'école de sous-marins locale jusqu'à son désarmement.
Radié le 16 septembre 1918, le Foca est mis au rebut peu après.